# Charnaigre
Le charnaigre, charnègre ou charnique était un chien de chasse, aujourd'hui disparu, présent essentiellement en Provence, en Languedoc et en Roussillon.

## Histoire
Pour certains ils étaient « issus du lévrier et du chien courant (griffon), dont ils ont les oreilles pendantes ; ces chiens métis, qui se trouvent en Espagne et en Portugal, sont fort  bons pour la chasse dans les plaines incultes ou couvertes de broussailles : ils bondissent plutôt qu'ils ne courent. » 
Pour d'autres et plus vraisemblablement ils appartenaient à l’espèce du cirneco de l'Etna que l’on trouve en Sicile ou au lévrier d'Ibiza dit aussi  Podenco d'Ibiza, type de chien originaire d'Afrique du Nord, dont l’existence est déjà noté dans l’ancienne Égypte aux temps des pharaons (Lévrier Tesem), très proche du Kritikos Lagonikos (lévrier crétois) par son aspect physique.
Les Romains l’utilisaient pour la chasse comme le prouvent de nombreuses  mosaïques.
La présence du charnaigre en Provence pourrait résulter de l'apport de chiens du Maghreb par les Sarrazins lors de leur occupation.
Il fut  utilisé jusqu’à la fin du XIXe siècle pour la chasse aux lapins. À la chasse, le fusil n'était pas indispensable, et soit le charnaigre levait le lapin, le poursuivait et l'attrapait soit il l'amenait au terrier ou le furet s'en chargeait. C'était un chien très prisé des braconniers.
Il fut classé par décision de la cour d’Aix-en-Provence, confirmée par la Cour de Cassation comme lévrier, la chasse avec ce chien ayant été interdite en 1844. La race disparut progressivement, l'élevage étant abandonné.
La taille du mâle n'excédait pas 70 cm et celle de la femelle 65.

## Image

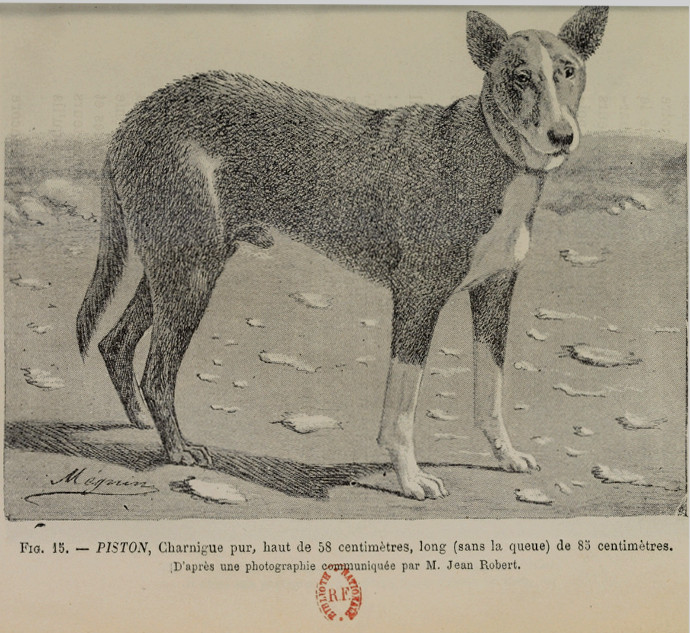
Charnigue extrait de : « Le chien et ses races. Tome 3 » par Pierre Mégnin (1828-1905).
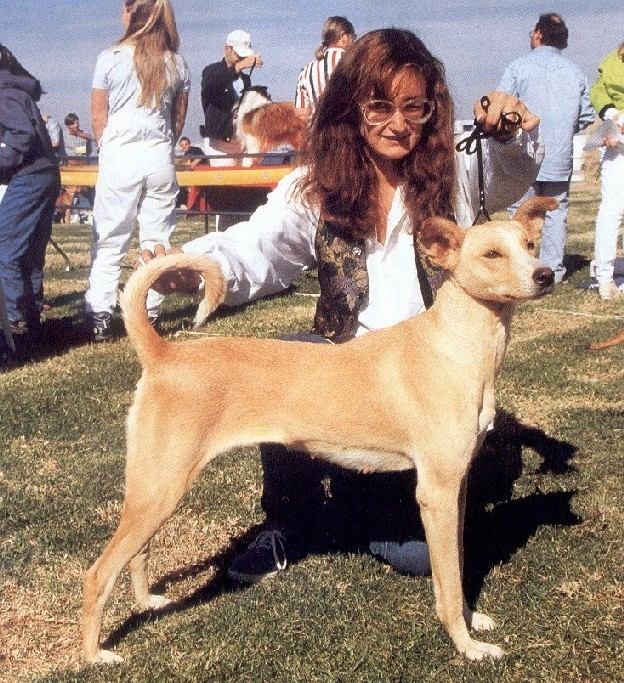
Kritikos Lagonikos.